# Asiagomphus amamiensis
Asiagomphus amamiensis (лат.) — вид разнокрылых стрекоз  из семейства дедок (Gomphidae). Распространены на территории Японии, эндемик островов Амами и Окинава.
Обитают в пределах водно-болотных угодий, встречаются в отдельных изолированных местах общей площадью  менее 500 км², при этом признано, что совокупная численность популяции убывает. 
Сокращение численности связано с вырубкой лесов, вызванной развитием дорог, искусственным укреплением берегов и увеличением загрязнённости воды. Популяция сократилось, особенно на Окинаве.
Вид внесён в международную красную книгу, со статусом как близкий к уязвимому положению, в связи с малой распространенностью и ограниченной численностью.
Выделяют два подвида: 
- Asiagomphus amamiensis amamiensis с островов Амами,
- Asiagomphus amamiensis okinawanus с острова Окинава.